# Đội tuyển bóng đá bãi biển quốc gia Costa Rica
Đội tuyển bóng đá bãi biển quốc gia Costa Rica đại diện Costa Rica ở các giải thi đấu bóng đá bãi biển quốc tế và được điều hành bởi Liên đoàn bóng đá Costa Rica, cơ quan quản lý bóng đá ở Costa Rica.

## Đội hình hiện tại
Chính xác tính đến tháng 11 năm 2009
Ghi chú: Quốc kỳ chỉ đội tuyển quốc gia được xác định rõ trong điều lệ tư cách FIFA. Các cầu thủ có thể giữ hơn một quốc tịch ngoài FIFA.
| Số | VT | Quốc gia | Cầu thủ           |
| -- | -- | -------- | ----------------- |
| 1  | TM |          | Claudio Adanis    |
| 2  | HV |          | Andres Villegas   |
| 3  | HV |          | Jose Mendoza      |
| 4  | TV |          | Alfredo Azuola    |
| 5  | TĐ |          | Luis Jimenez      |
| 6  | TV |          | Christian Sanchez |

| Số | VT | Quốc gia | Cầu thủ         |
| -- | -- | -------- | --------------- |
| 7  | TĐ |          | William Leon    |
| 8  | TV |          | Jason Campos    |
| 9  | TĐ |          | Greivin Pacheco |
| 10 | TV |          | Danny Jonhson   |
| 11 | HV |          | Jossimar Downer |
| 12 | TM |          | Niels Fallas    |

Huấn luyện viên: Franklin Zuñiga

## Thành tích
- Thành tích tốt nhất tại Giải vô địch bóng đá bãi biển thế giới: Hạng 15
  - 2009
- Thành tích tốt nhất tại Giải vô địch bóng đá bãi biển Bắc, Trung Mỹ và Caribe: Á quân
  - 2009